# Estado Apure
Apure es uno de los veintitrés estados que, junto con el Distrito Capital y las Dependencias Federales, forman la República Bolivariana de Venezuela. Su capital es San Fernando de Apure. Está ubicado al suroeste del país, en la región de Los Llanos, limitando al norte con Táchira, Barinas y Guárico, al este con Bolívar, al sureste con Amazonas y al sur con Colombia. Con 76.500 km² es el tercer estado más extenso —por detrás de Bolívar y Amazonas—, con 679.169 habitantes en 2024, según las estimaciones y proyecciones del INE venezolano. Es el quinto menos poblado, por delante de La Guaira, Cojedes, Delta Amacuro y Amazonas. Y con 7.88 habitantes/km², el tercero menos densamente poblado, por delante de Delta Amacuro y Amazonas. Su relieve es plano casi totalmente, con extensas llanuras que van desde la confluencia, de los ríos Apure, Arauca y Capanaparo con el Orinoco, hasta las estribaciones de los Andes. Con pocos accidentes de terreno, las oscilaciones de altitud fluctúan entre los 40 y los 200 metros sobre el nivel del mar.
Posee 7 municipios autónomos y 26 parroquias civiles. Sus principales ciudades son: San Fernando de Apure, Guasdualito, Achaguas, Biruaca, Bruzual. En el ambiente apureño se inspiró Rómulo Gallegos para escribir su novela Doña Bárbara, que describe la magnitud de esta tierra.

## Historia
Apure es uno de los veintitrés estados que, junto con el Distrito Capital y las Dependencias Federales, forman Venezuela. Su capital es San Fernando de Apure, la época colonial fue parte de la Provincia de Mérida del Espíritu Santo de la Grita. Cuando se le anexó Maracaibo, se llamó Provincia de Maracaibo. En 1856 fue erigida como provincia, y en 1864 se le da el rango de estado.

### Toponimia
- El origen de su nombre no ha sido aceptado con unanimidad: ciertas fuentes señalan como inspiración a un arbusto llamado apure; otras, a un antiguo cacique aborigen denominado Apur. Sin embargo, en este caso específico, no se trata del nombre del río Apure, sino del nombre del Estado y el nombre del Estado Apure procede del nombre del río Apure. La obra de fray Jacinto de Carvajal (1648) hace referencia al descubrimiento del río Apure y este nombre ya era conocido entre los españoles desde la primera mitad del siglo XVI, es decir, mucho antes del nombre de la región, provincia o estado venezolano.

- En una publicación de su autoría, el cronista de San Fernando, Argenis Méndez Echenique, reseña que el nombre Apure deriva de una voz indígena que significa La tierra de más lejos que más nunca.

## Geografía
El estado Apure está localizado al suroeste de Venezuela, se ubica entre los 6°3′45″ y 8°4′22″ de longitud Norte y los 66°21′45″ y 72°22′30″ de longitud Oeste.  El estado Apure limita por el norte con los estados Táchira, Barinas y Guárico, por el este y sureste con el estado Bolívar y por el sur y oeste con Colombia.

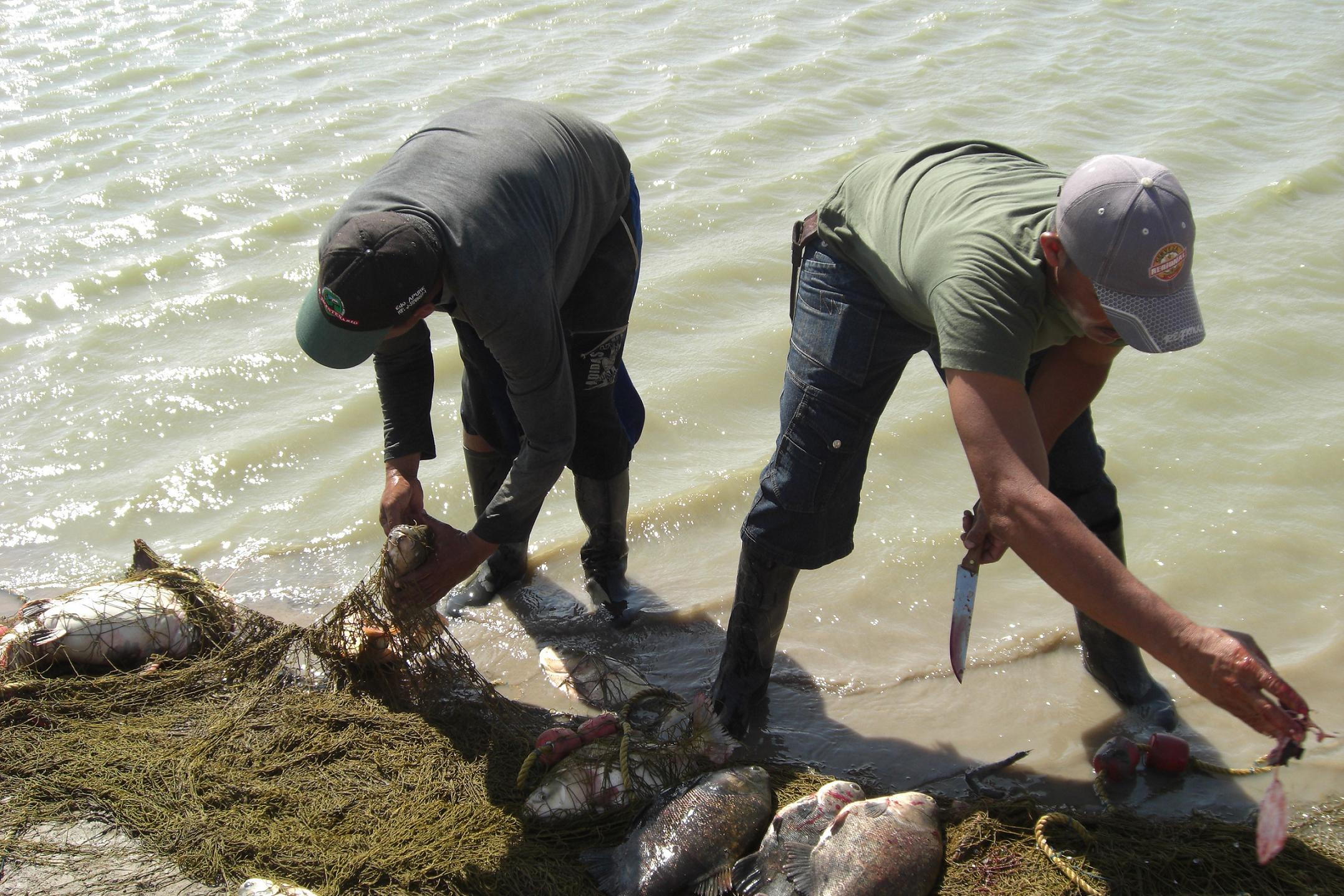
Pescadores Artesanales de Apure

### Geología
Originados en el Terciario (Neógeno) y Cuaternario (Pleistoceno), los llanos de Apure están formados por sedimentos de escasa o inexistente consolidación,  con depósitos arcillosos acumulados por sucesivas inundaciones anuales ocurridas en tiempos recientes y otros mucho más antiguos, aunque también se sigan manifestando en la actualidad, por sedimentos arenosos acumulados por los vientos dominantes (alisios formados durante la época de sequía (noviembre a abril) en sentido NE a SO. En la ribera del Orinoco se observan afloramientos de rocas arqueozoicas pertenecientes al escudo Guayanés, que se manifiestan en elevaciones llamadas galeras; asimismo, en el piedemonte andino, rocas del Terciario forman colinas y bajas vertientes de la cordillera.
Así, gran parte  estado Apure está constituida por un extenso campo de dunas (ocupa unos 30 000 km²) que tiene la particularidad de que no se trata de un clima desértico sino de un clima de sabana en un paisaje de pastos naturales que se alternan con algunas selvas de galería y ríos caudalosos con médanos de más de 100 km de longitud y hasta 20 m de altura. Algunos de estos médanos son utilizados por los llaneros para establecer en ellos las queseras, con lo que, además de procesar parte de la leche, se va preparando a un grupo de reses para que vayan al frente de la manada (lo que en Los Llanos se denomina la madrina del rebaño), tal como nos señala la obra de Calzadilla Valdés. También sirven para que el ganado se refugie de las inundaciones. Así pues, este ecosistema tan curioso y pintoresco, es el resultado del modelado eólico en un clima de sabana.

### Relieve
Es plano casi totalmente, con extensas llanuras que van desde la confluencia, de los ríos Apure, Arauca y Capanaparo con el Orinoco, hasta las estribaciones de los Andes. Con pocos accidentes de terreno, las oscilaciones de altitud fluctúan entre los 40 y los 200 metros sobre el nivel del mar. Los llanos Apureños presentan algunos hechos fisiográficos importantes, generados por el tipo de suelo, clima y su patrón hidrográfico; sobresalen entre ellos las zonas de médanos, planicies deltaicas y unidades tales como bajíos, bancos y esteros, muy proclives a las inundaciones durante el período de lluvias. Además en el occidente del territorio se hallan el piedemonte y montañas con alturas mayores a los 3 km, en una porción de la  Cordillera Oriental Andina que limita con el Estado Táchira.

### Hidrografía
EL estado está surcado por numerosos ríos de gran longitud y anchura, todos los cuales son parte de la cuenca del Orinoco. El Apure, el más importante de ellos, es así mismo el principal afluente venezolano del Orinoco desde su margen izquierda, y el segundo más largo del país: recorre unos 1000 km entre su nacimiento y su desembocadura. Todas las tierras del sur del estado constituyen una zona donde los caños, los brazos, los ríos, las lagunas y los pantanos complican extraordinariamente la hidrografía. Apure cuenta con un manto freático muy caudaloso que surte de agua potable a las ciudades y otras poblaciones, y hace unas décadas se crearon algunas redes de módulos que permitían almacenar el recurso para darle uso en el período de sequía. Los ríos más importantes del estado son: el Apure que le da nombre al estado; el Arauca, de más de 700 km de longitud, que nace en Colombia (forma frontera común entre los dos países durante un trecho) y se une al Apure mediante varios brazos y caños antes de desembocar en el Orinoco; el Caño Orichuna de unos 500 km de longitud; el Capanaparo, el Cinaruco, el Cunaviche, el Matiyure y el Meta. El curso alto del río Apure está formado por el Uribante y el Sarare cuyas partes bajas se encuentran ya en el estado Apure.

### Clima
Es dominante el Cálido clima tropical lluvioso de sabana, con una rigurosa estación de sequía y otra de lluvia. También, la Temperatura puede ser alta todo el año. Las precipitaciones se sitúan entre los 700 y los 1500 mm.

### Suelos
Varían en calidad y textura según la antigüedad y el drenaje, elementos que influencian la naturaleza de la mezcla. De la misma forma es relevante la exposición a condiciones climáticas muy húmedas o algo más secas. El resultado es desigual, de modo que los suelos se distribuyen de la manera siguiente: en las zonas de médanos, son ácidos y bajos en nutrientes; en sectores de llanuras constantemente inundados, son de mediana calidad y fertilidad deficiente; en los bancos registran buen drenaje y texturas medias; y en el noreste (hacia Biruaca) ostentan un extraordinario poder agrícola.

### Vegetación
En casi todo el territorio prevalece una vegetación de sabana, herbácea, de pastizales, matorrales y arbustos.

## Organización administrativa

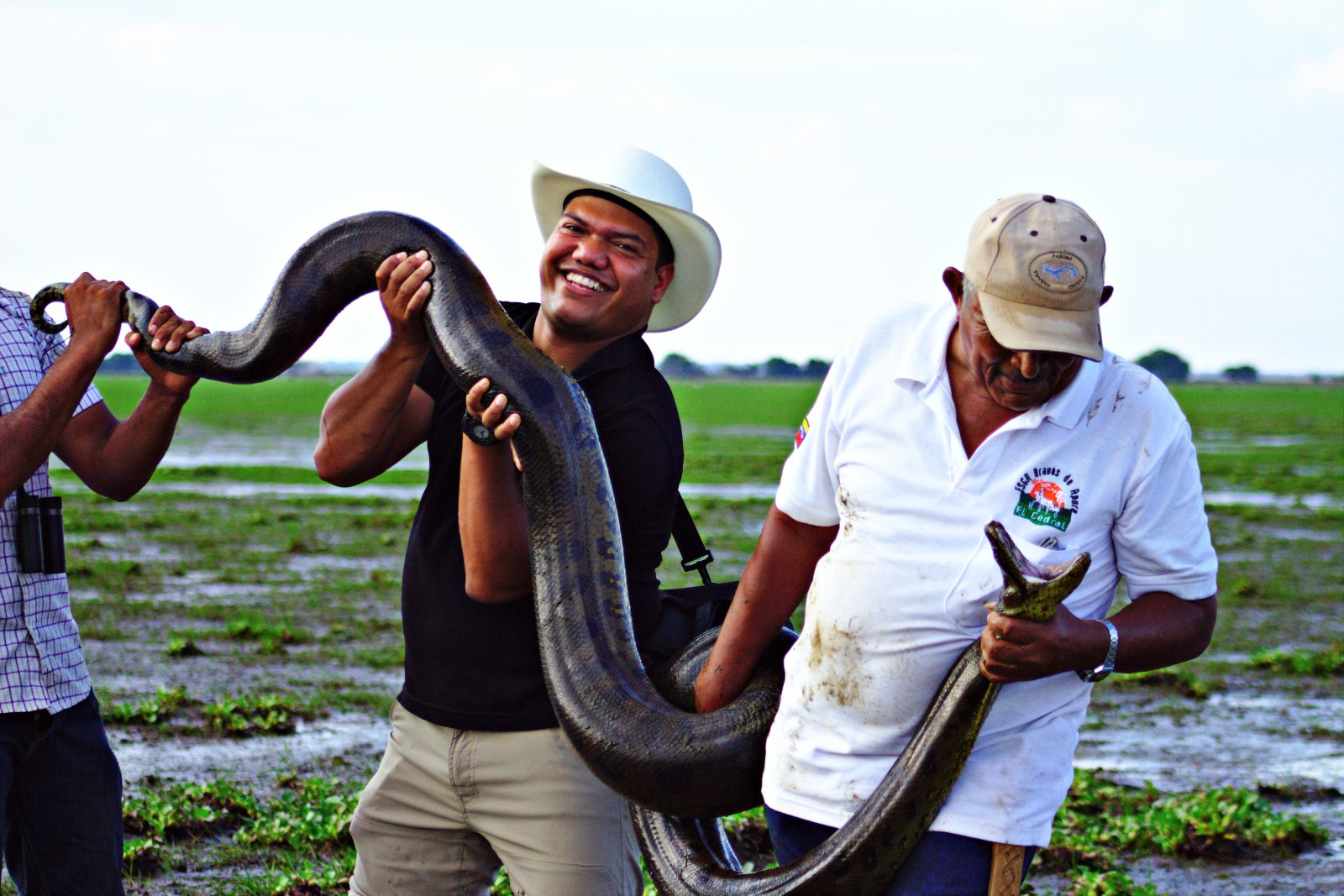
habitantes locales sosteniendo un Anaconda (Eunectes murinus) en Apure

El estado Apure está dividido en 7 municipios. Además, los municipios Páez y Rómulo Gallegos conforman el Distrito del Alto Apure.
| Municipios de Apure                                                                                                   |
| --- |
| Colombia Táchira Mérida Barinas Guárico Bolívar Achaguas Biruaca Muñoz Páez Pedro Camejo Rómulo Gallegos San Fernando |

Nota: En el año 2000 se creó el Municipio San Camilo (capital El Nula). Este nuevo municipio tiene 2 parroquias: La Ceiba (capital Los Cañitos) y Ciudad Sucre (capital Ciudad Sucre). Actualmente las fronteras del Municipio San Camilo no están delimitadas; manteniéndose la vacatio legis de la referida norma.

## Gastronomía
La gastronomía del estado Apure, ubicado en los llanos venezolanos, se caracteriza por platos robustos y sabrosos, con ingredientes locales como carne de res, pescado de río, y animales de caza como el chigüire. Los métodos de cocción tradicionales incluyen la parrilla, la carne en vara, y guisos elaborados. Algunos de estos platos son:
- Pisillo de Chigüire: Uno de los platos más emblemáticos, elaborado con carne de chigüire (capibara) seca y desmechada, guisada con especias.
- Pastel de Morrocoy: Un pastel elaborado con carne de morrocoy (tortuga terrestre), cocinada en un guiso y horneada dentro de una masa.
- Guiso de galapago: Un guiso similar al de morrocoy, pero preparado con carne de galápago (tortuga de río).
- Carne Asada en Vara: Un método de cocción donde la carne de res se asa lentamente sobre una vara, a la brasa. Se suele acompañar con casabe (pan de yuca) o yuca hervida
- Pabellón Veguero: Una variante del tradicional Pabellón Criollo venezolano, adaptado a los ingredientes y sabores llaneros, incluyendo carne desmechada, arroz, caraotas (frijoles negros) y tajadas de plátano maduro
- Orejitas: Una especie de arepa de masa dulce y anisada que se fríe y se dobla formando una forma similar a una oreja, de ahí el nombre, normalmente se acompaña con mantequilla y queso llanero.

## Demografía

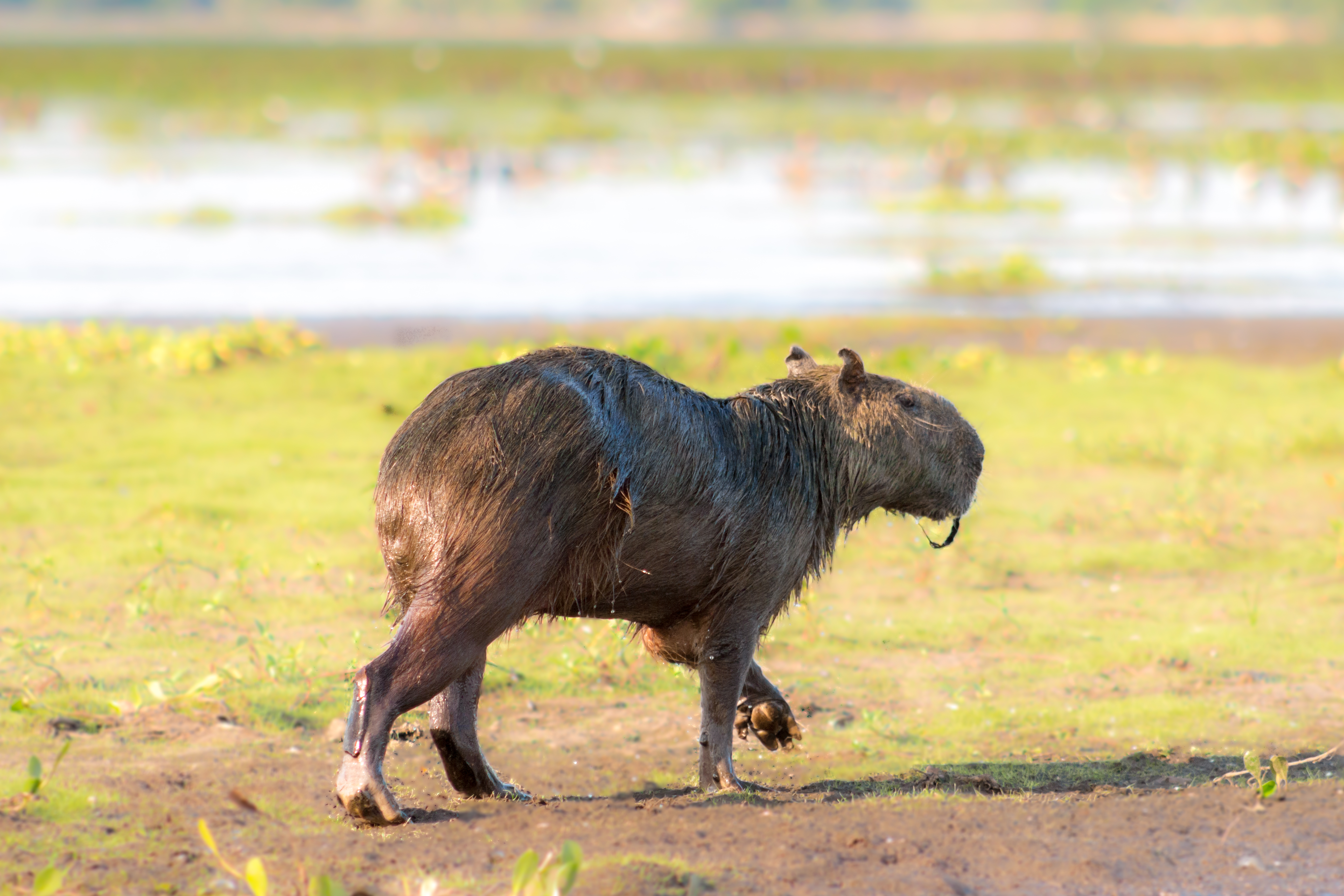
Chigüire (Hydrochoerus hydrochaeris), en el Hato El Cedral, Apure

Con una densidad de población de 7 hab./km², Apure es uno de los estados menos poblados del país. Extensas áreas vacías o casi deshabitadas caracterizan su territorio, tradicionalmente afectado por una fuerte emigración hacia Aragua y la ciudad de Caracas; no obstante, el saldo negativo arrojado por ese fenómeno se ha revertido al recibir un importante flujo de inmigrantes de los Andes venezolanos y de Colombia. La población se concentra mayormente en las áreas urbanas y un 48 % está constituida por individuos jóvenes, de entre 10 y 40 años de edad. Sus principales ciudades son: San Fernando y Guasdualito. Sus pueblos principales son Achaguas, Biruaca, Bruzual, Mantecal, El Amparo, Elorza, La Victoria (Apure) El Nula, Puerto Páez y San Juan de Payara.

## Economía
La agricultura y la ganadería son las principales actividades económicas del Estado Apure, en las zonas agrícolas se cultiva caña de azúcar, caraota, frijol, árboles frutales, palma aceitera, plátano, yuca, entre otros. El sector ganadero se especializa básicamente en la producción bovina concentrando cerca del 30 % de las cabezas de ganado de todo el territorio nacional. Estos sectores se ven afectados por grupos armados al margen de la ley provenientes de Colombia (guerrilla y bandas criminales, también en su momento grupos paramilitares) quienes ingresan de manera ilegal a Venezuela realizando actividades de extorsión, contrabando de combustibles y narcotráfico, además de inseguridad por parte de la delincuencia común.

## Turismo

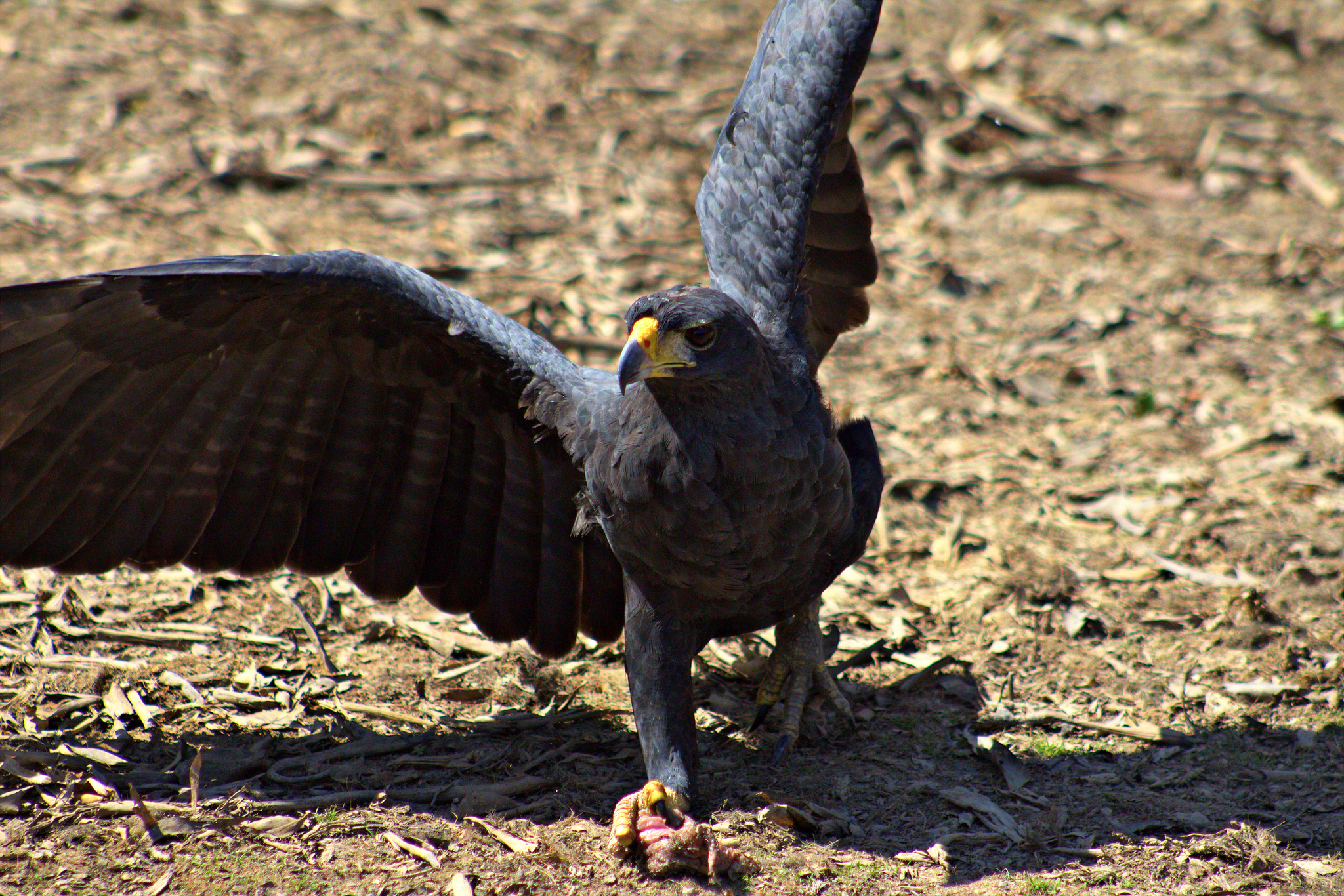
Águila Negra en el Municipio Muñoz

### Parques nacionales
- Parque Nacional Río Viejo: este parque fue decretado para salvaguardar la reserva forestal de San Camilo y la selva del Cutufí, que se encuentran al sur, en la frontera con Colombia. Está surcada por importantes ríos como Cutufí, Nula, Sarare y Burguita. Las especies vegetales y la fauna son características de los llanos altos venezolanos.
- Parque Nacional Santos Luzardo: este parque tiene un paisaje de planicie cuyos límites son: al sur, la ribera del Cinaruco; el Capanaparo, por la parte más septentrional; y el río Orinoco por la parte oriental. La estepa tiene una extensa superficie de médanos y las "Galeras del Cinaruco", fenómeno geológico que alcanza hasta 200 m s. n. m. y contrasta con las sabanas planas y bajas. El paisaje llanero encuentra aquí su mayor expresión con bosques de galerías, lagunas llaneras, ríos, extensas playas e islas. La vegetación muestra un contraste de bosque y sabana. Se puede hallar una fauna silvestre integrada por numerosas especies de aves, peces y mamíferos terrestres y acuáticos.
- Parque Nacional El Tama: este parque de topografía escarpada es una porción de los Andes venezolanos que se caracteriza por ser un conjunto de cadenas montañosas entre las que destacan el Páramo de Tamá, la Serranía de Santa Bárbara, el Páramo Judío y el Páramo El Cobre. Sirve de protección a las altas cuencas de numerosos ríos como el Cutufí. Sus diferentes pisos altitudinales definen cuatro formaciones vegetales correspondientes a bosques premontanos, húmedos, seminublados y páramos subalpinos con especies endémicas comunes de los Andes. Se pueden encontrar variadas especies de mamíferos como el oso frontino, la lapa, la danta, el oso hormiguero y el cunaguaro. Entre las aves: el colibrí inca, la perdiz montañosa, el cucarachero bayo, el colibrí ángel del sol, entre otras.

### Patrimonios

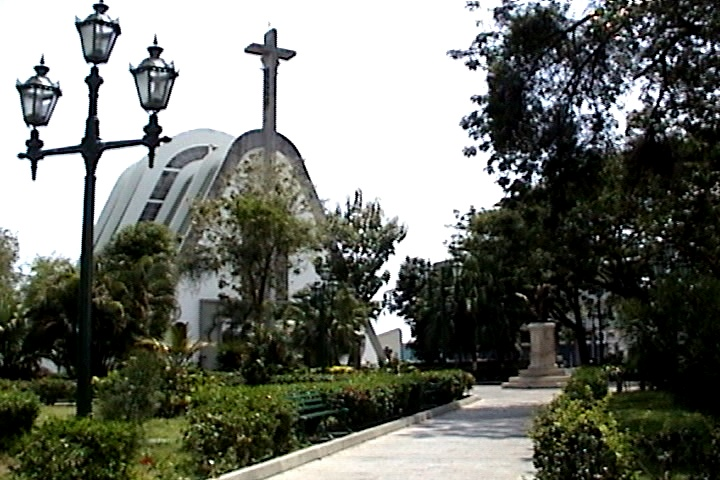
Catedral de San Fernando de Apure.

- Campamento Turístico Doña Bárbara.
- Casa del Libertador
- Campo de Batallas de Mucuritas.
- Campo de la Batalla de las Queseras.
- Campo de la Batalla del Yagual.
- Casa de Bolívar Elorza.
- Edificios sede de Gobernación de estado Apure.
- Catedral de San Fernando.
- Hato Araguaquén.
- Hato el Frío.
- Población de Achaguas.
- Población de Caribén.
- Puente Lauro Carrillo.
- Puente José Cornelio Muñoz en la Parroquia Bruzual.

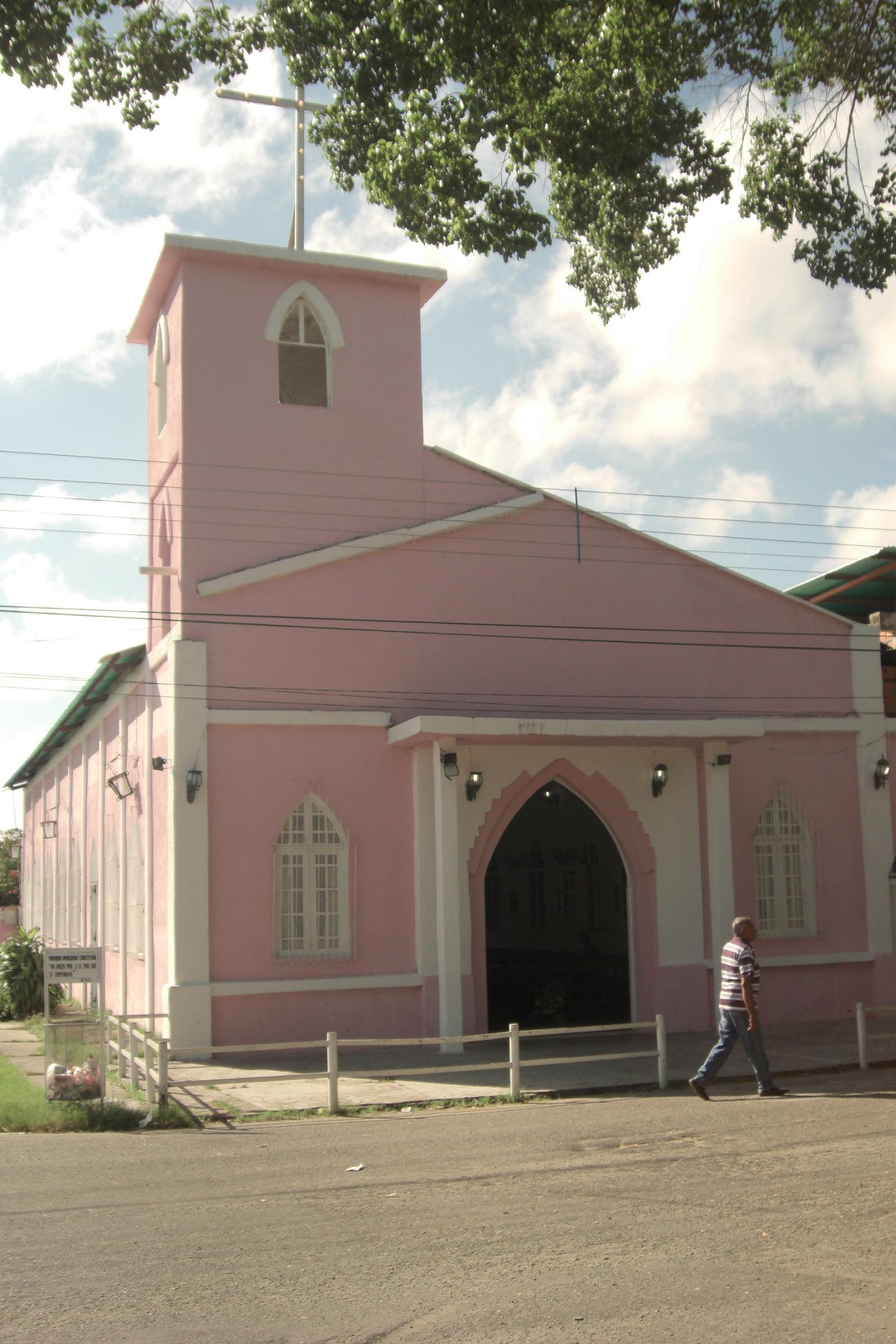
Iglesia de Biruaca

- Entre otros.

## Símbolos
Los símbolos del Estado Apure, de acuerdo con su Constitución son:

Art. 5º Los símbolos patrios del estado Apure son: el Himno conocido con el nombre de “Vuelvan caras”, la Bandera y el Escudo de Armas del Estado Apure. Una Ley Especial regulará sus características, significado y uso.

Bandera del Estado Apure
Escudo de Armas del Estado Apure

### Símbolos naturales
En el Estado Apure, además de reconocerse los símbolos patrios de Venezuela, y a la bandera del Estado, el himno y el escudo como símbolos regionales, se han nombrado otros elementos típicos de la flora y fauna local como símbolos naturales del Estado. A saber:
- La flor de bora o jacinto de agua (Eichhornia crassipes).
- El merecure (Licania pyrifolia) es el árbol regional.[6]
- La paraulata llanera (Mimus gilvus) es el ave regional.

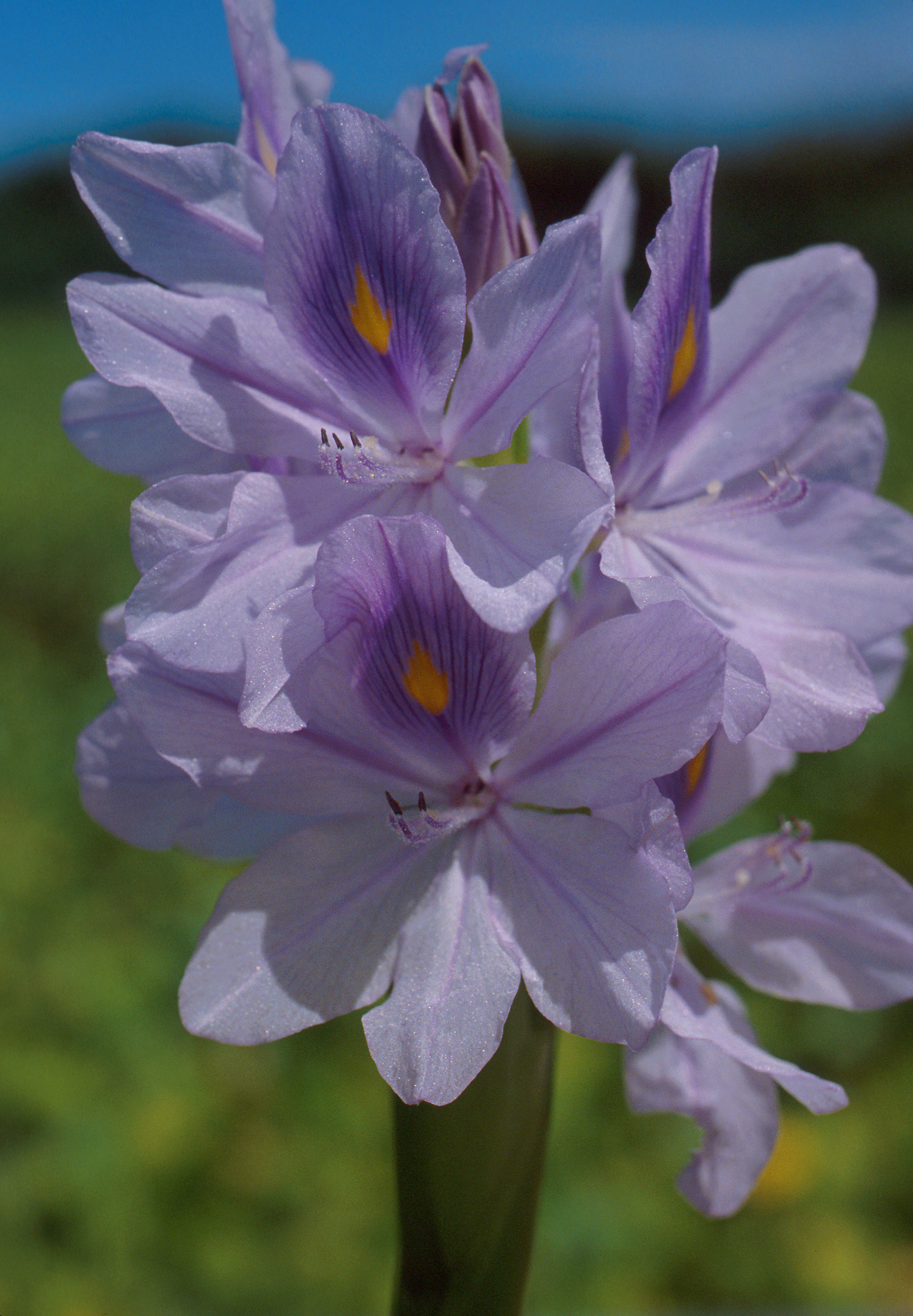
Flor de bora
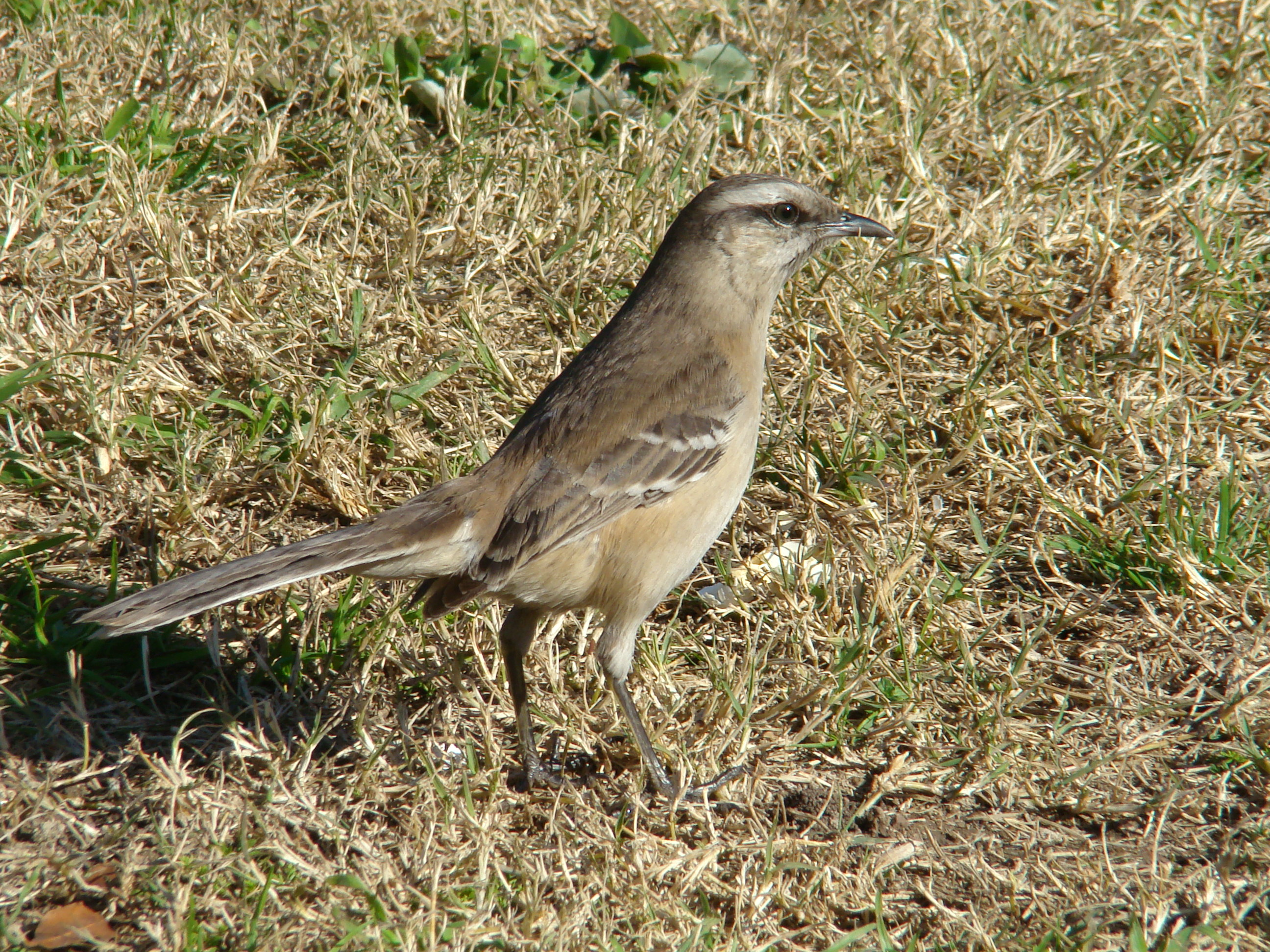
Paraulata Llanera
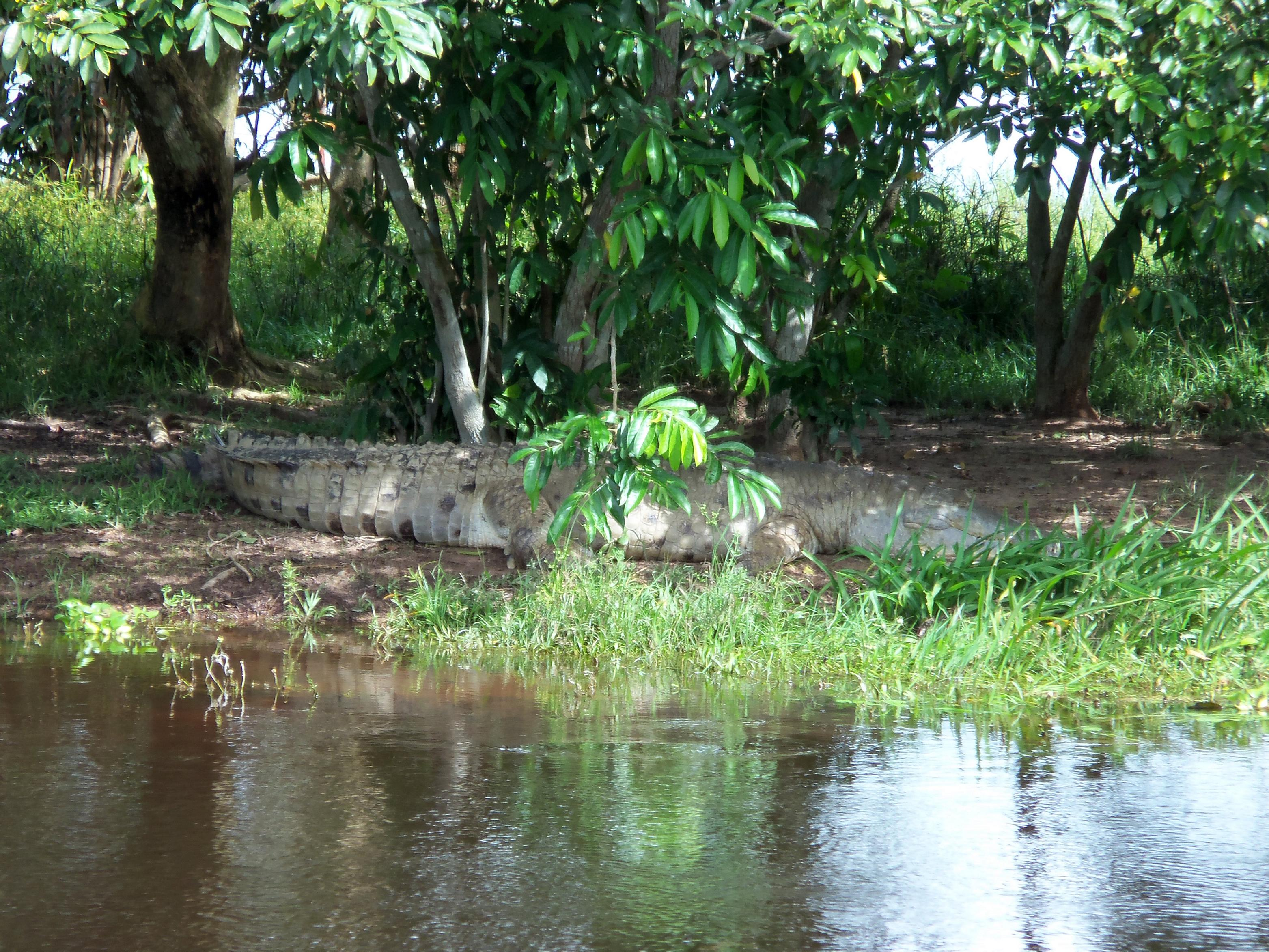
Caimán Hato Cedral
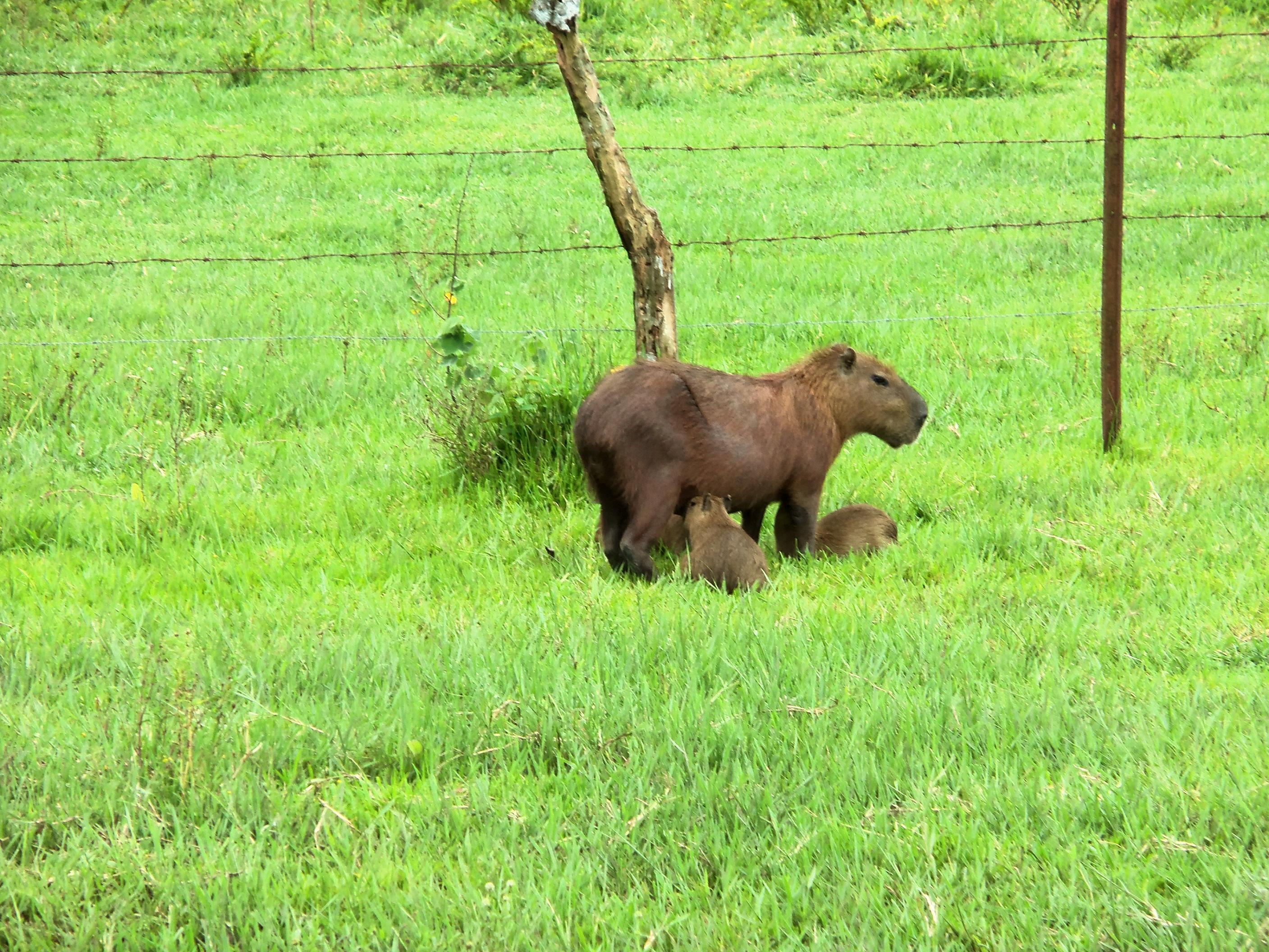
Chiguire Hato Cedral
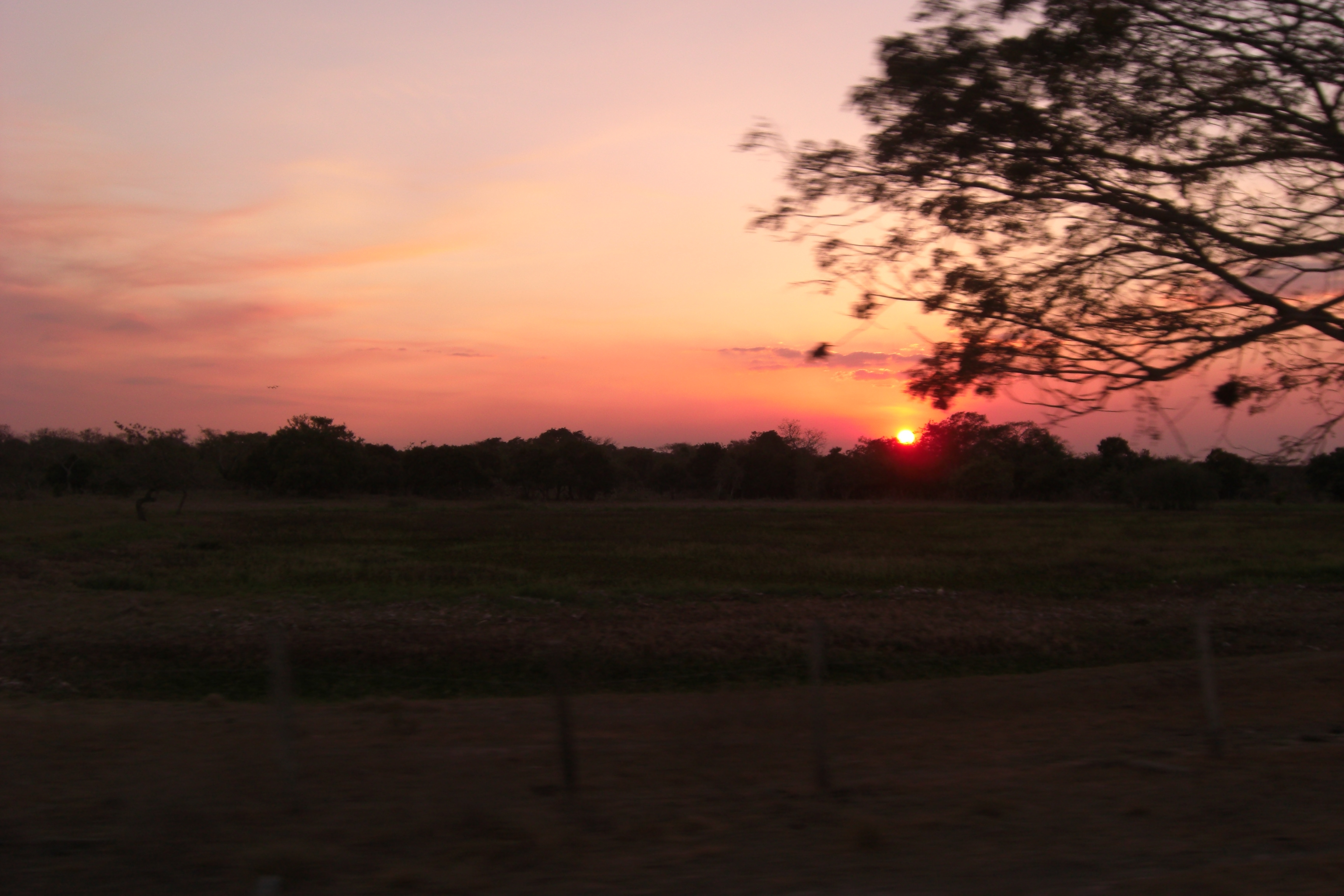
Atardecer

## Política y gobierno
Es un estado autónomo e igual en lo político, organiza su administración y sus poderes públicos por medio de la Constitución del Estado Apure, La actual Constitución fue adoptada el 15 de octubre de 2002 y reformada parcialmente en 2005. Se pueden proponer Enmiendas o Reformas a la Constitución por el Poder Legislativo, el gobernador, la mayoría de los Consejos Municipales del Estado o el 10 % de los electores. Para que una Enmienda o Reforma creada por la Cámaras del Poder Legislativo sea aprobada, necesita recibir mayoría absoluta de los votos de los parlamentarios, la Constitución no es sometida a referéndum. 

### Poder ejecutivo
Está compuesto por el gobernador del Estado Apure y un grupo Secretarios Estadales. El Gobernador es elegido por el pueblo mediante voto directo y secreto para un periodo de cuatro años y con posibilidad de reelección inmediata para periodos iguales, siendo el encargado de la administración estatal. El actual gobernador es Wilmer Rodríguez del partido PSUV electo en las Elecciones del 25 de mayo del 2025, con un poco más del 95% de los votos escrutados.
Desde 1989 los gobernadores son electos directamente por los ciudadanos del estado, el actual gobernador es Wilmer Rodríguez quien espera prestar el juramento de ley para iniciar el periodo constitucional para el cual fue electo.

### Poder Legislativo
La legislatura del estado recae sobre el Consejo Legislativo del Estado Apure unicameral, elegidos por el pueblo mediante el voto directo y secreto cada cuatro años pudiendo ser reelegidos por dos períodos consecutivos, bajo un sistema de representación proporcional de la población del estado y sus municipios, el estado cuenta 7 diputados actualmente, 5 militantes del PSUV y 2 del partido MUD, su presidente actual es el Oficialista, Profesor y Abogado César Luis Pérez, quien a su vez ejerce funciones como Coordinador la JPSUV para esta región, electo para este cargo unicameral el 26 de junio de 2023 en medio de una controversia con la junta directiva que se encotraba instalada desde el mes de enero, en la cual la presidenta saliente estaba incursa en hechos de corrupción, y su vicepresidente desde el 5 de enero de 2024, es su igual Chavista, el Periodista local, Oscar Vivas, ambos electos en las Elecciones regionales de Venezuela de 2021.